# مارس (فیلم ۱۹۶۴)
مارس (انگلیسی: The March) فیلمی در ژانر مستند است که در سال ۱۹۶۴ منتشر شد. این اثر به سفارش واحد خدمات تصویر متحرک آژانس اطلاعات ایالات متحده برای استفاده در خارج از ایالات متحده ساخته شده است - قانون اسمیت-موند در سال 1948 از نمایش فیلم های USIA در داخل کشور بدون اقدام خاص کنگره جلوگیری کرد.